# Albert Bourla
Albert Bourla, grekiska: Άλμπερτ Μπουρλά, född 21 oktober 1961, är en grekisk företagsledare som är styrelseordförande och VD för det amerikanska läkemedelsbolaget Pfizer. Han har tidigare varit COO för Pfizer under året 2018, Bourla kom dock till företaget redan år 1993.
Han avlade en doktorsexamen i veterinärmedicin vid Aristotelesuniversitetet i Thessaloniki.
Bourla är av sefardisk börd, hans föräldrar överlevde Förintelsen. Delar av hans fars släkt blev tillfångatagna och transporterades dock till Auschwitz utan att återvända.